# Deutsch Goritz
Deutsch Goritz is een gemeente met 1.789 inwoners (2023) in de Oostenrijkse deelstaat Stiermarken, behorend tot het district Südoststeiermark. Tot 2013 behoorde ze tot het district Radkersburg. In 2015 werd de gemeente uitgebreid met Ratschendorf.
Bad Gleichenberg · Bad Radkersburg · Deutsch Goritz · Edelsbach bei Feldbach · Eichkögl · Fehring · Feldbach · Gnas · Halbenrain · Jagerberg · Kapfenstein · Kirchbach-Zerlach · Kirchberg an der Raab · Klöch · Mettersdorf am Saßbach · Mureck · Paldau · Pirching am Traubenberg · Riegersburg · Sankt Anna am Aigen · Sankt Peter am Ottersbach · Sankt Stefan im Rosental · Straden · Tieschen · Unterlamm
- Gemeinsame Normdatei: 16049717-6
- Virtual International Authority File: 153508095